# Ostia Antica
Starověká Ostia (italsky Ostia Antica, resp. Ostia – città antica) je rozsáhlé archeologické naleziště poblíž stejnojmenné obce, která je součástí souměstí Acilia, ležícího asi 30 km jihozápadně od italského Říma.
V době antického Říma sloužila Ostia jako přístav města Řím. Ležela tehdy v místě, kde řeka Tibera ústila do Středozemního moře, od čehož je odvozen její název, neboť slovo „os“ v latině znamená ústí. V antické době Ostia ležela přímo na pobřeží, dnes ale leží asi 3 kilometry ve vnitrozemí, protože moře od té doby ustoupilo.

## Dějiny

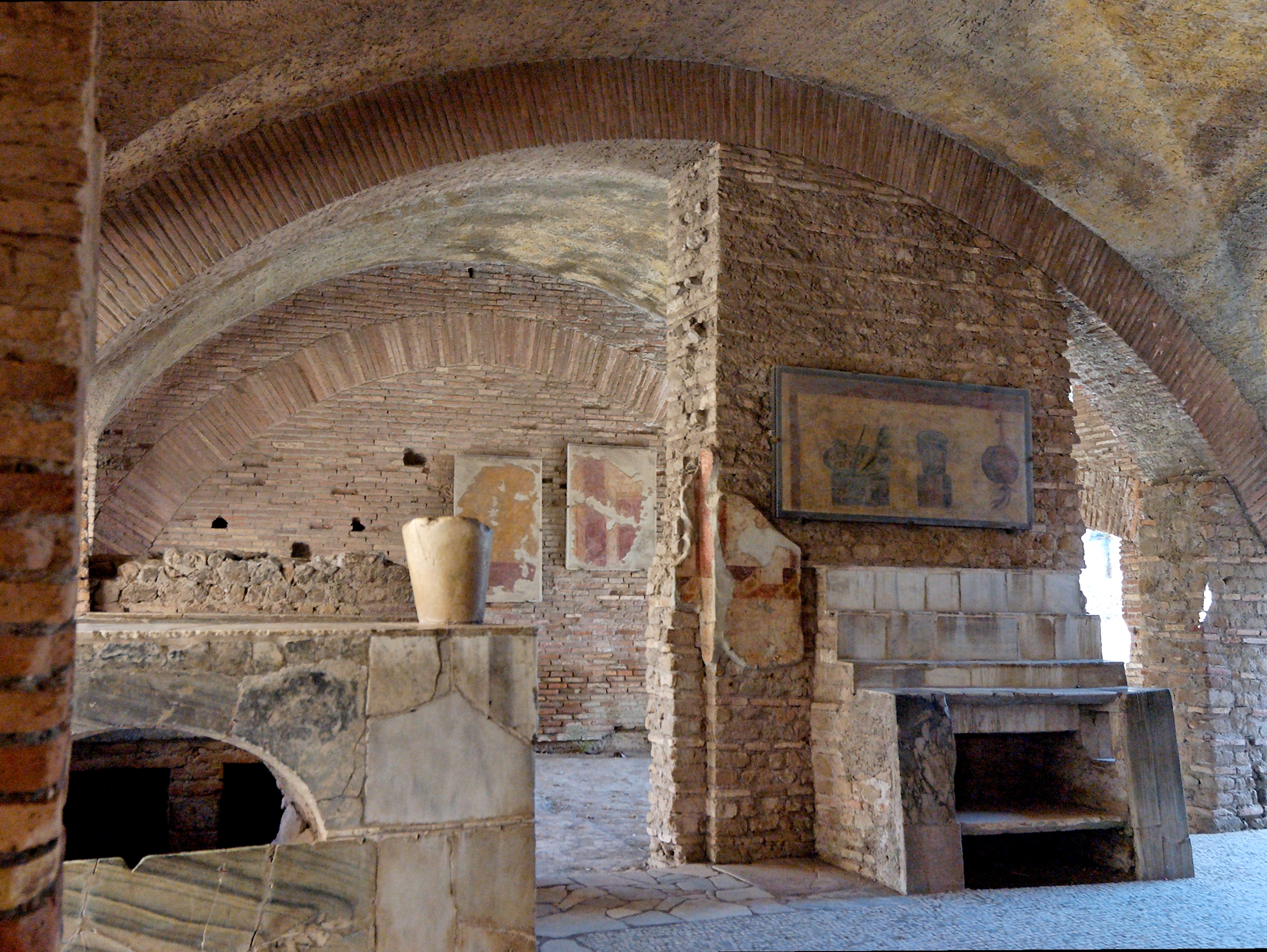
Interiér starořímské taverny

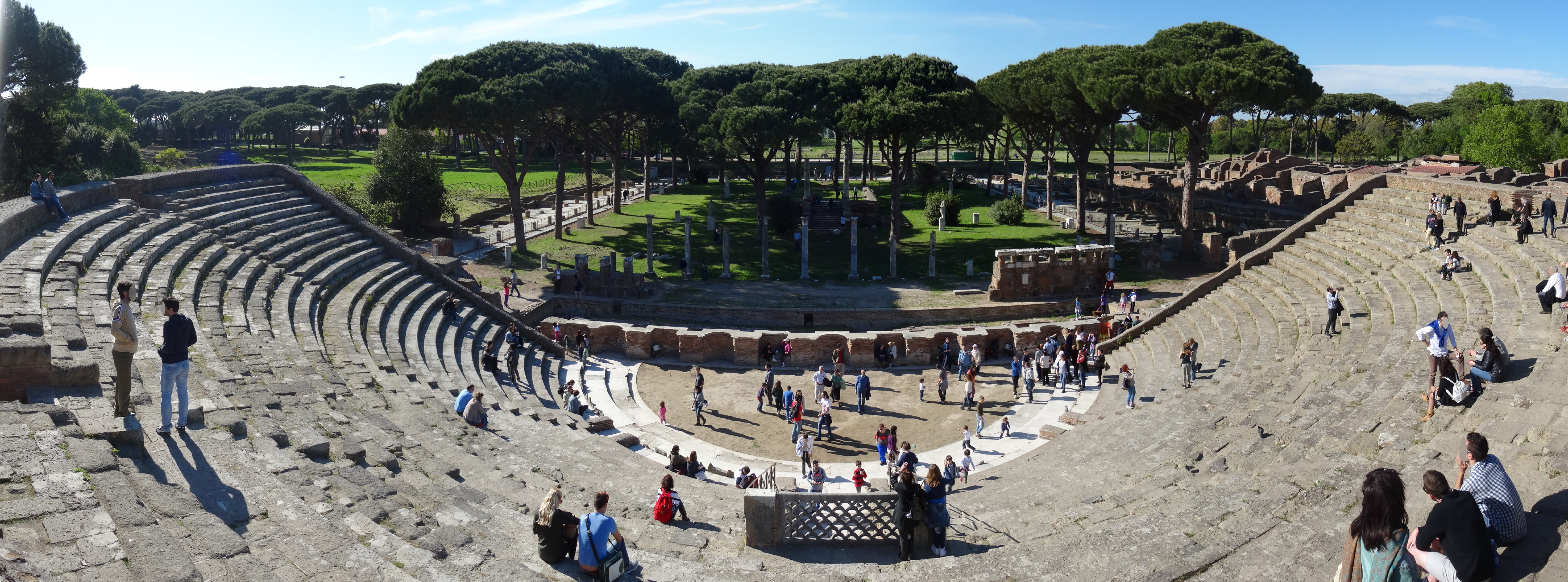
Ostijské divadlo

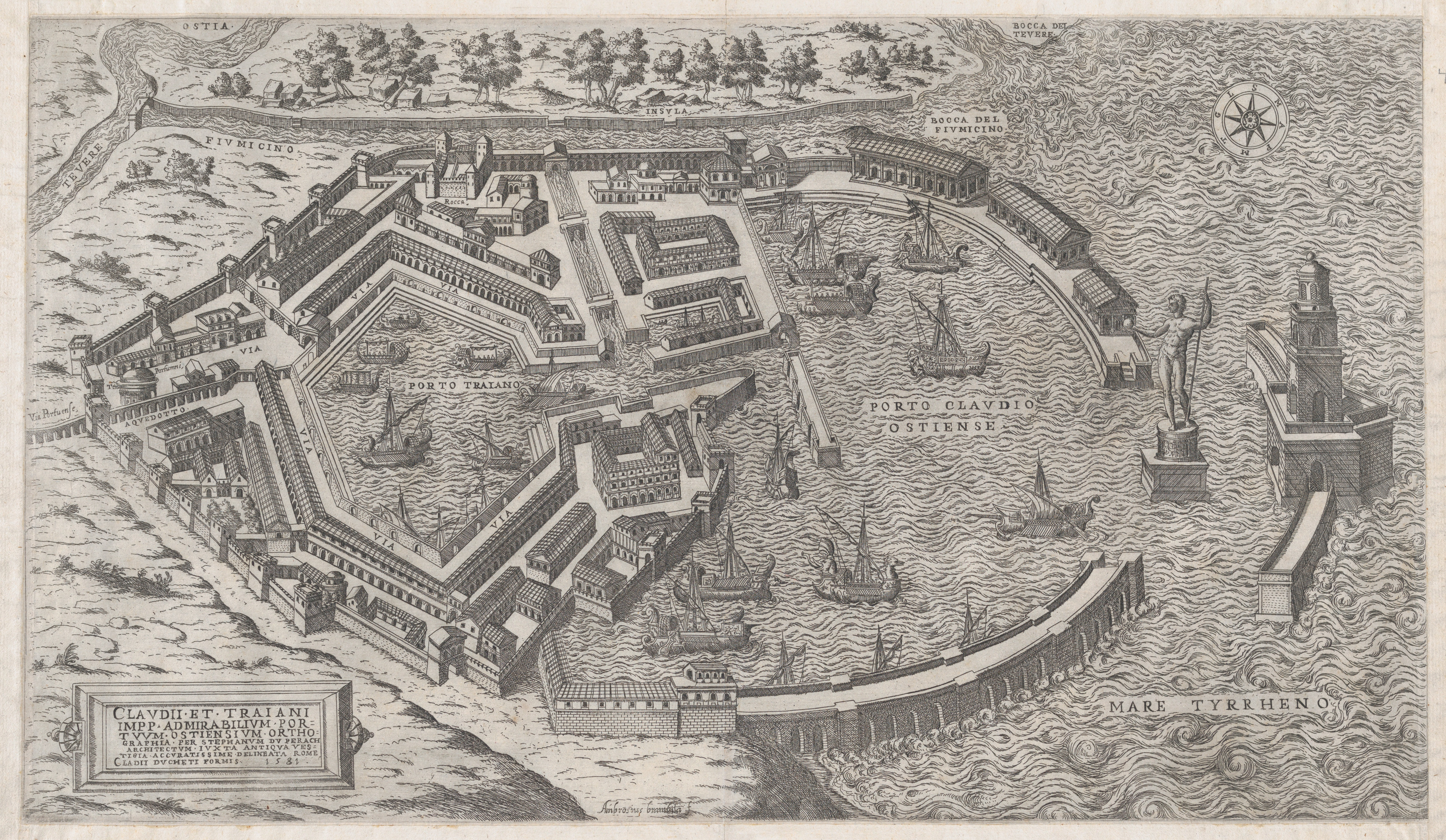
Dobové znázornění Ostijského přístavu ve Speculum Romanae Magnificentiae. Vlevo je patrný Traianův a vpravo Claudiův přístav

První známky osídlení v těchto místech se datují do období kolem roku 1400 př. n. l., kdy zde byla vesnička sběračů soli, kteří ke své práci využívali střídavě zaplavovaných a následně vysoušených planinek.
Římané sem začali pronikat na konci 7. století př. n. l., kdy zde zřídili jakousi základnu. Podle pověsti Ostii v roce 620 př. n. l. založil 4. římský král Ancus Marcius. V té době zde však nemohlo být město, ale pouze základna či vesnice, protože zde byl močál. Předpokládá se tedy, že tu bylo jen menší osídlení stojící na vyvýšenině z říčních naplavenin.
Ve 4. století př. n. l. Řím vedl války se svými sousedy a středomořskými piráty a bylo potřeba zvýšit bezpečnost přístaviště. Proto zde vzniklo castrum, pevnůstka, sloužící jako tábor pro místní vojenskou posádku.
Během punských válek ve 3. století př. n. l. začala Ostia nabývat na významu, neboť sem byl umístěn úřad jednoho z quaestores classici (úředníků starajících se o římské loďstvo). V důsledku toho byl vybudován řádný přístav. Občané města byli v této době dokonce zproštěni služby v armádě, aby se mohli věnovat práci v přístavu a loděnici.
Ve 2. století př. n. l. už si Řím podmanil v podstatě celé Středomoří, a tak vznikla nová potřeba. S tím, jak rostla říše, se také zvyšoval počet obyvatel města a bylo potřeba dovážet jídlo a jiné zboží z dobytých území. Z Ostie se tedy v této době stávalo vzkvétající obchodní město, vzniklo místní forum a byla zde budována skladiště a překladiště zboží. Ostia byla natolik významná, že přední místní rodiny měly vliv na politické dění v Římě.
V letech 18–12 př. n. l. zde pobočník císaře Octaviana nechal vybudovat divadlo pro 3000 diváků. Velmi významné postavení města lze odvodit i z toho, že se zde stavělo z mramoru, který byl tou dobou používán mimo Řím spíše výjimečně. V této době byl vybudován také akvadukt a dva chrámy.
V 1. století se Ostia stala jedním z hlavních přístavů říše. Její strategickou nevýhodou však byla skutečnost, že pobřeží neposkytuje lodím přírodní ochranu. Menší lodě mohly zajet na Tiberu, avšak pro větší lodě byla voda příliš mělká, proto se císař Claudius v roce 42 rozhodl pro výstavbu umělého přístavu. Ten se skládal z obrovského bazénu pro několik set lodí chráněného dvěma hrázemi a majáku. O 60 let později nechal císař Traianus vybudovat druhý bazén umístěný za Claudiovým. V této době se Ostia definitivně stala hlavním obchodním přístavem města (na úkor Puteoli ležícího v Neapolském zálivu).
Vrchol své slávy Ostia zažila ve 2. století. Celé centrum města bylo zcela přestavěno v mnohem honosnějším provedení. Byly vybudovány obrovské lázně a celkově zde probíhal rozmach stavitelství. Většina zdejších archeologických nálezů pochází právě z tohoto období. Na konci století byly stavby omezeny na opravování a úpravy již existujícího, tím se osud města začal, stejně jako osud celé říše, překlánět k postupnému úpadku.
S úpadkem říše upadal také obchod a hospodářství, Ostia tak pozbývala svého hlavního významu coby obchodního přístavu. Město se postupně vylidnilo a budovy byly rozebírány na stavební materiál pro jiná města.
V průběhu středověku byly mramorové části odvezeny a použity například na stavbu katedrály Panny Marie a věže v Pise. 
Dnes je antická Ostia už pouze archeologické naleziště, její okolí je součástí aglomerace Říma.

## Budovy a objekty

### Synagoga
Ve starověké Ostii se nacházela také synagoga, vybudovaná v období vlády císaře Claudia a jako synagoga sloužila až do 5. století n. l. Jedná se tak o jednu z nejstarších synagog na světě, nejstarší v Evropě a nejstarší synagogu, která byla dosud objevena mimo Izrael. 